# チア☆ドル
『チア☆ドル』は、朝日放送で2015年10月18日から12月20日まで、毎週日曜0:45-1:15に「エビシーラボ」の枠内で放送されたテレビドラマである。地上波のほか、ニコニコ動画「ニコニコチャンネル」でも関西ローカルでの放送後、配信された。

## 概要
朝日放送では2008年3月まで『土曜ナイトドラマ』と題した深夜の連続ドラマを自社制作・関西ローカルで放送していたが、それ以来となる深夜の自社制作ドラマシリーズの第1弾となる。
元々は「メンヘラ系ネガティブアイドル」を標榜する「病んきーす（ヤンキース）」として活動するも全く売れなかった文化系の地下アイドルが、「体育会系ポジティブアイドル」にシフト転向して、チアダンスチーム「SPARKS（スパークス）」として再出発する。そこから、実際のチアリーディングのコンテストに参加するなどして、チアダンサーとアイドルとしてメジャーを目指して成長を目指していく姿を描いたスポーツ根性ものである。
出演者はオーディションにより15-26歳までの8人を選抜し、5月からチアダンスの指導・特訓を受け、実際に8月に行われたチアリーディングのコンテストに参加している。

## ストーリー
芸能事務所「トップワン」の社長・田代伸行は、業界初の“応援されたくないアイドルグループ”を思いつく。その名は『病んきーす』。集まった7人はボサボサの髪型に病弱っぽいビジュアルで活動を始めるも、ファンが増えないまま2年が経過。事務所は倒産寸前の危機に陥る。ある日、田代は愛娘・恵が出場するチアリーディングの大会を見て大興奮。これをきっかけに、病んきーすのメンバー7人は“チアリーディング・アイドルユニット”『SPARKS』として生まれ変わった。
新たに恵が加わり8人組となったSPARKSは、スポーツチームや企業の社員達を応援する営業などを経て、フットサルチーム「川越COLORS」の専属チアリーディングチームとなる。チアコンペティション関東大会に出場。ライバルチーム「スターチアーズ」の演技を見て衝撃を受けたSPARKSだったが、本番では残念な結果に…。
そんな中、田代がライブ会場でビラを配った時に“問題”を引き起こした肉食系サバイバルアイドルユニット「SAFARI」のメンバー8人が“危機を救うべく”正式加入。16人編成となってパワーアップしたSPARKSはワールドチア大会へと挑む・・・！

## キャスト
SPARKSメンバー
- 赤井 岬 - 溝口恵
- 行広 加奈恵 - 朝倉ふゆな
- 宮本 皐月 - 飯田祐真
- 佐藤 遥 - 飯田來麗
- 城島 寛子 - 藤本沙紀
- 乾 樹里亜 - 真下玲奈
- 茂木 ローザ - モーガン茉愛羅
- 田代 恵 - 桑澤菜月

SAFARIメンバー
- ウルフ - 大野真緒
- パンサー - 樋口真央
- バンビ - 小林祐実
- ラビット - 犬童美乃梨
- スネーク - MEGUMI
- キャット - YUI
- ジブラ - 川口紗弥加
- ジラフ - 早耶花

SPARKSメンバー関係者
- 田代 伸行（芸能事務所「トップワン」社長・田代恵の父） - 仁科貴
- 峰田 蘭（佐藤遥の姉） - みるきー
- 須永（ファン） - 西原康彰
- 正田（ファン） - 西郷豊
- 大谷（ファン） - 小切裕太
- 女医（赤井岬を診察）- 喜多ゆかり（朝日放送アナウンサー）

その他
- 松井 舞優（女アイドルオタクの不登校生） - 菅沼もにか
- 行広 さち子（行広加奈恵の母） - 田中広子
- 吉田 太一（川越COLORS所属のフットサル選手） - 陳内将
- 雄一（佐藤遥の元カレ） - 七瀬公